# Lijst van Albanese eilanden
Dit is een lijst van Albanese eilanden, die zowel eilanden in de Middellandse Zee (Adriatische en Ionische Zee) als in Albaniës meren omvat. Alle Albanese eilanden zijn onbewoond.
Deze lijst is onvolledig.
| Naam               | Locatie                             | Oppervlakte      | Bijzonderheden | Afbeelding       |
| Middellandse Zee   | Middellandse Zee                    | Middellandse Zee | Middellandse Zee | Middellandse Zee |
| ------------------ | ----------------------------------- | ---------------- | --- | ---------------- |
| Franc Jozef-eiland | Monding van de Bunë te Velipojë     | 0,05 km²         | Belangrijke broedplaats voor zeevogels                                                                                                  |                  |
| Ksamileilanden     | Ksamil, bezuiden Sarandë            | 0,071 km²        | Vier eilanden; restaurants |                  |
| Kunë               | Drindelta bij Lezhë                 | 1,4 km²          | |                  |
| Sazan              | Ingang Golf van Vlorë               | 5,7 km²          | Grootste Albanese eiland |                  |
| Stil               | Ionische Zee                        | 0,006 km²        | Zuidelijkste punt van Albaniës kustlijn                                                                                                 |                  |
| Tongo              | Ionische Zee, bij Butrint           | 0,025 km²        | Rotseiland |                  |
| Zvërnec            | Nartëlagune, ten noorden van Vlorë  | 0,1 km²          | Zvërnecklooster (13e-14e eeuw); 270 meter lange houten brug naar het vasteland                                                          |                  |
| Meren              |                                     |                  | |                  |
| Maligrad           | Prespameer                          | 0,05 km²         | Mariakerk (1369) |                  |
| Paqe               | Komanmeer                           | 0,003 km²        | |                  |
| Shaqari            | Meer van Shkodër, tegenover Shirokë | 0,0014 km²       | Door middel van een brug met Shirokë verbonden                                                                                          |                  |
| Shurdhah           | Vau i Dejësmeer                     | 0,075 km²        | Was vóór de aanleg van het stuwmeer een heuvel op de linkeroever van de Drin; huisvest de ruïnes van de middeleeuwse nederzetting Sarda |                  |